# Jefferson Davis Cohn
Jefferson Davis Cohn (* 1881 in London; † 1951 in Manhattan) war ein britischer Unternehmer, Rennstallbesitzer und Pferdezüchter.

## Leben
Jefferson Davis Cohn war ein Sohn von Anita und Herrmann Cohn, die 1876 geheiratet hatten, und nach Jefferson Davis benannt. Er hatte drei Geschwister. Früh beschäftigte er sich mit Rennpferden; seinen ersten Sieger besaß er schon mit 14 Jahren.
Er war im Eisenbahngeschäft tätig, wo er den Hauptteil der Anteile an der Compagnie Internationale des Wagons Lits in Frankreich besaß, trieb die Entwicklung von Thomas Cook in England voran und kaufte 1922 für 200.000 Pfund einen Halsschmuck der Kaiserin Maria Theresia.
Der Millionär handelte auch mit Kunstwerken; unter anderem gehörten ihm zeitweise die Vogelfänger von François Boucher und Master John Heathcote von Thomas Gainsborough.
Vor allem jedoch beschäftigte er sich mit Rennpferden. 1914 kaufte er den Hengst Teddy für 5.400 Francs. Dies war ein Glücksgriff für seine Pferdezucht; Teddy wurde unter anderem der Vater von Bull Dog, Sir Gallahad III, Ortello, Rose of England, Asterus und La Troienne. Cohn betrieb etwa zwei Jahrzehnte lang den Haras du Bois Roussel in Alençon und war einer der erfolgreichsten Pferdezüchter und Rennstallbesitzer seiner Zeit. Ihm gehörten erfolgreiche Rennpferde wie Plucky Liege, Le Traquet,  Vatout, Imaginaire, King Arthur, Lion Hearted und Slipper.
1934 verkaufte er das Gestüt an Léon Volterra.
1940 lebte er in Palm Beach. Er starb in seiner Wohnung im Frederick-Gebhard-Haus mit der Hausnummer 6 in der 79. Straße in Manhattan.

## Verwandtschaft
In erster Ehe heiratete er 1903 Florence Bottomley, Tochter von Elise und Horatio Bottomley aus The Dicker in Sussex.
1929 war seine zweite Frau (* 1901; † 1960) mit Dreharbeiten für den ersten ausschließlich französischen historischen Film beschäftigt. Sie spielte die Comtesse de la Motte in der Verfilmung von Dumas’ La collier de la reine. Dies war das erste Mal, dass die französische Regierung gestattete, dass Versailles und Petit Trianon als Filmkulisse genutzt wurden. Anfang 1931 wurde die Ehe zwischen Jefferson Davis Cohn und Marcelle Jenny Favrel Cohn, auch bekannt als Marcelle Chantal, geschieden.
Jefferson Davis Cohn hatte einen Sohn namens Jack mit der Ehefrau des Herbert Stern, 1. Baron Michelham.